# 100QRC

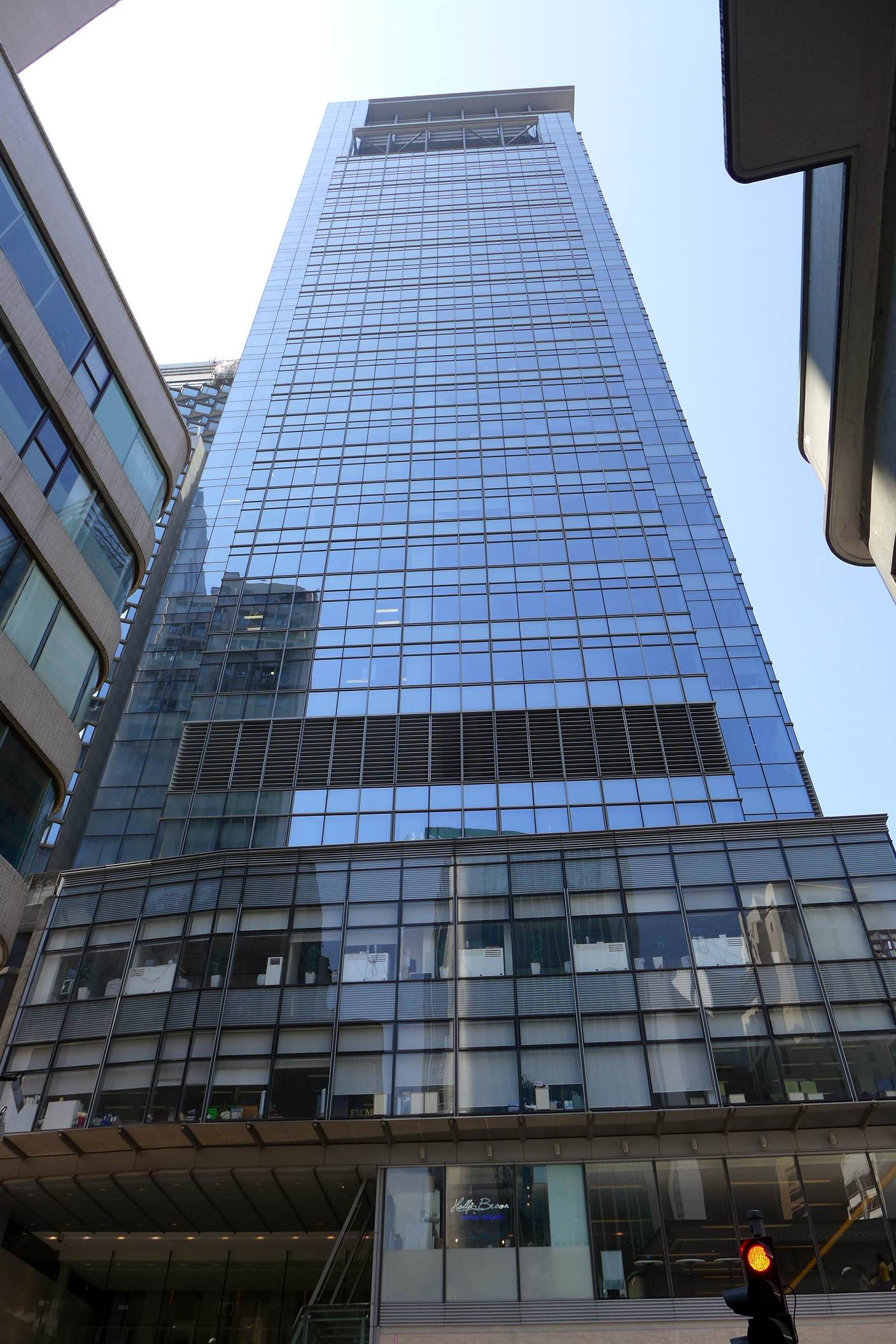
QRC100位於皇后大道中100號

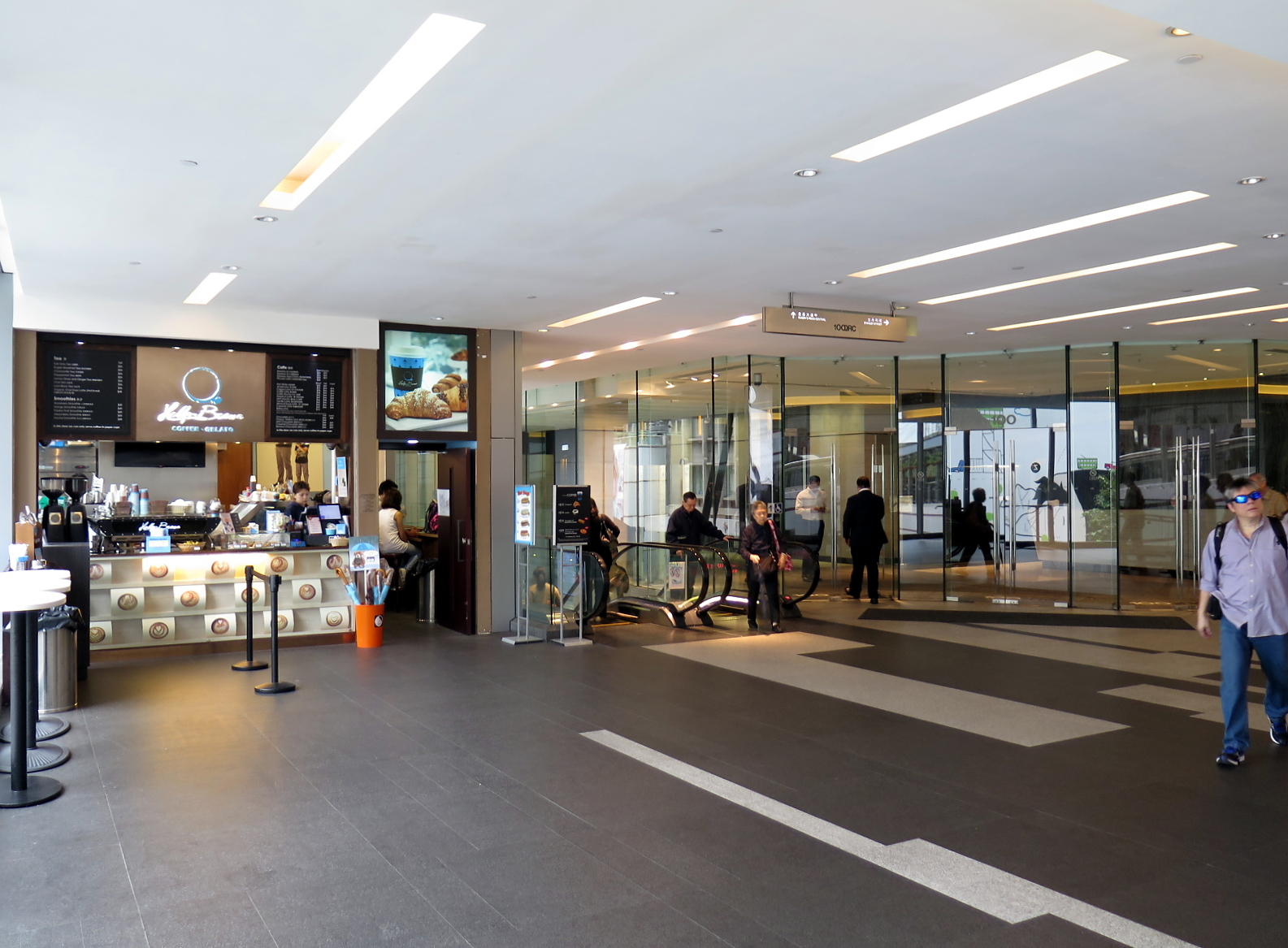
QRC100 1樓通道

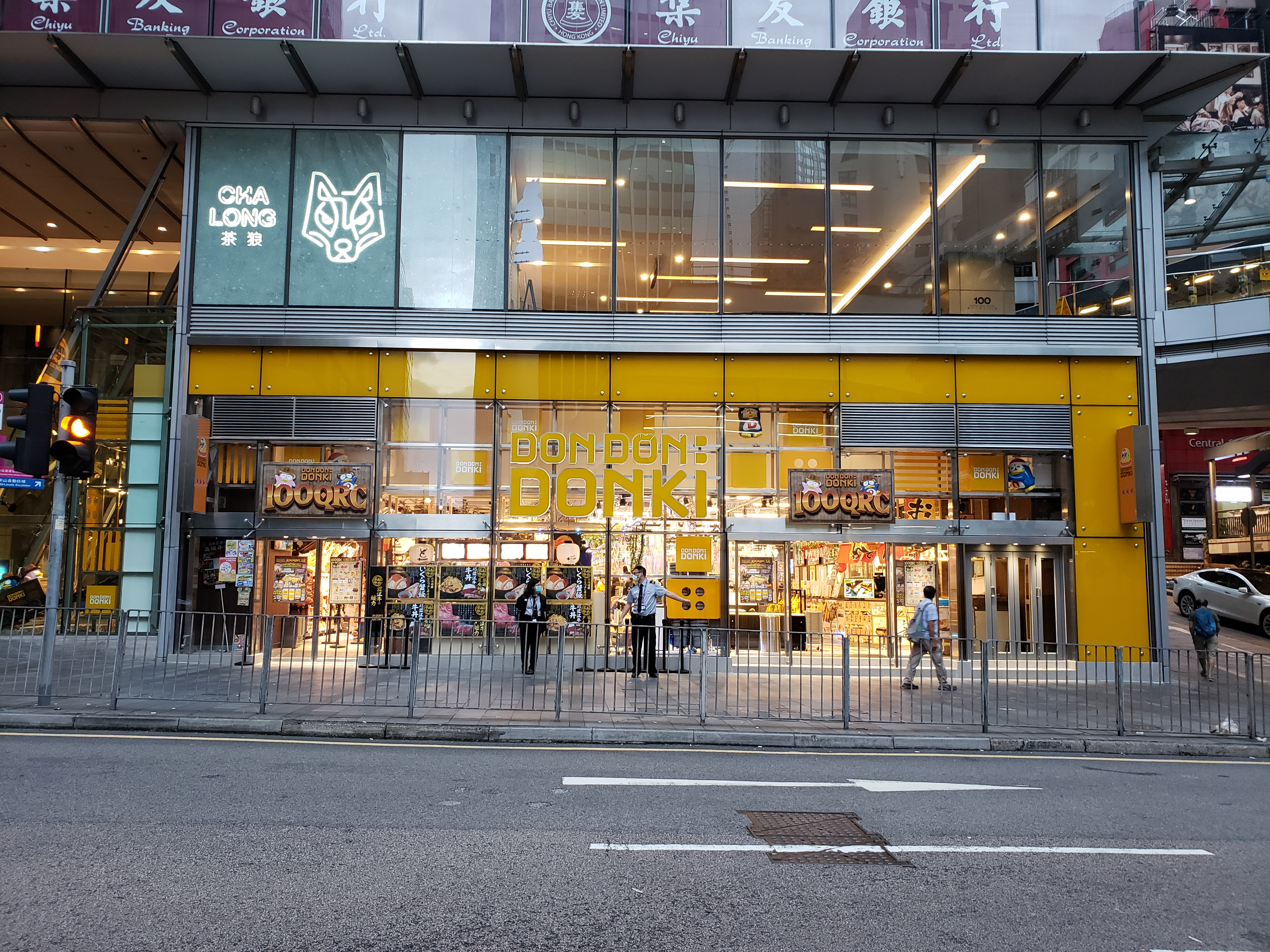
QRC100驚安之殿堂

QRC 100（皇后大道100號），是香港島中環的一座甲級寫字樓，位於皇后大道中100號，是中區行人天橋系統與中環至半山自動扶梯系統的交界，該寫字樓樓高28層，2006年落成。現由裕泰興家族成員羅守輝旗下的尖東廣場有限公司持有。大廈前身是華潤百貨。

## 租戶
地鋪及地庫租戶曾是東方表行，佔地合共約17314方呎。2006年以月租150萬租用該複式巨舖，其後2012年3月以每月238萬元承租，加幅近六成，到2019年因無法負擔300萬月租而結業。其後一家鐘錶店曾計劃洽租，惟反修例運動爆發後市況轉差，最終撤回計劃。
2020年3月，驚安之殿堂洽租該舖，估計月租約120萬。同年10月15日，驚安之殿堂正式開業，以「礦場尋寳」為概念，是香港的第一間地舖分店。中環店設有獨有的高級便當區，方便附近上班的顧客、並回應相關需求。
1樓商場租戶曾經為Holly Brown連鎖咖啡店，到2018年改為美心食品旗下台式飲品店茶狼。
寫字樓主要租戶包括國際品牌YSL、雷格斯商務中心、SUNGARD、東方金融控股（香港）有限公司、INTL FC Stone、PDT Partners、Mesirow Financial及福匯亞洲有限公司等。

## 樓層分布
- 2樓：安業財經印刷有限公司
- 3樓：STI Financial Group
- 8樓：Simon Reid-Kay & Associates 偉德勤律師事務所
- 12樓：集友銀行個人金融業務部
- 15樓：集友銀行企業業務管理部
- 16樓：Cosmo Hong Kong Ltd
- 21樓至22樓：Segantii Capital Management
- 23樓：YVES SAINT LAURENT
- 25樓：Vantage Capital Markets HK Limited
- 26樓：恒豐證券有限公司
- 27樓：BPC Legal
- 28樓至29樓：東方金融控股（香港）有限公司（東方金控）

## 鄰近
- 置地廣塲
- 蘭桂坊
- 大館
- 娛樂行
- 余道生行/萬邦行
- 豐盛創建大廈
- 卡佛大廈
- 利東大廈
- 勵精中心（皇后大道中88號）
- 中環中心
- 恒生銀行
- H Queen
- 國際金融中心
- 域多利皇后街
- 砵典乍街
- 利源西街/利源東街
- 中環街市
- 中環至半山自動扶梯系統

## 外部連結
- 100QRC（页面存档备份，存于）

1. ↑  . 香港經濟日報. 2020-04-01  [2020-04-01]. （原始内容存档于2020-10-18）.
2. ↑  . ezone. 2020-10-14  [2020-10-15]. （原始内容存档于2020-10-20）.